# Vinicultor

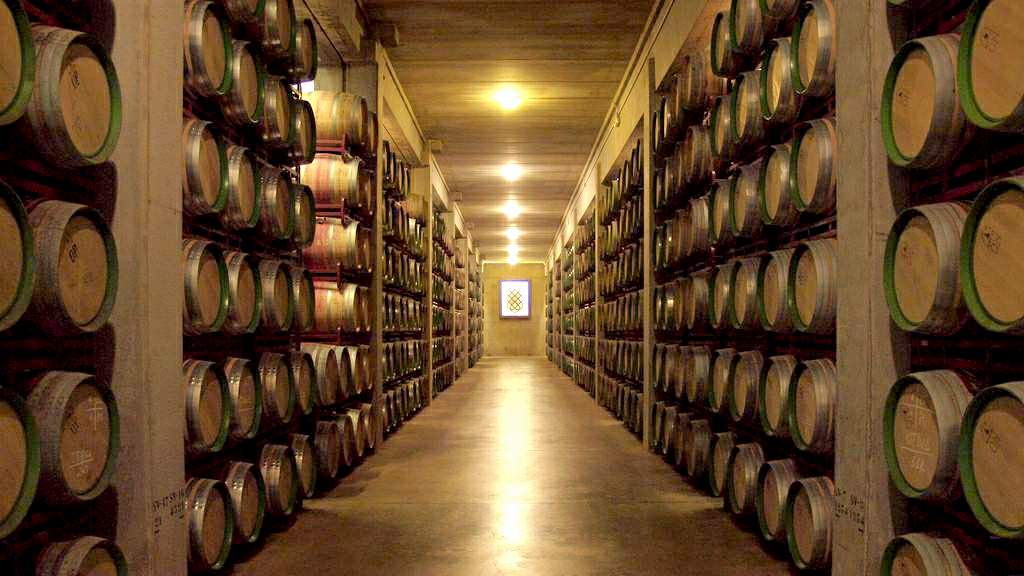
Interior de la bodega de Marques de Riscal en Elciego,(España)

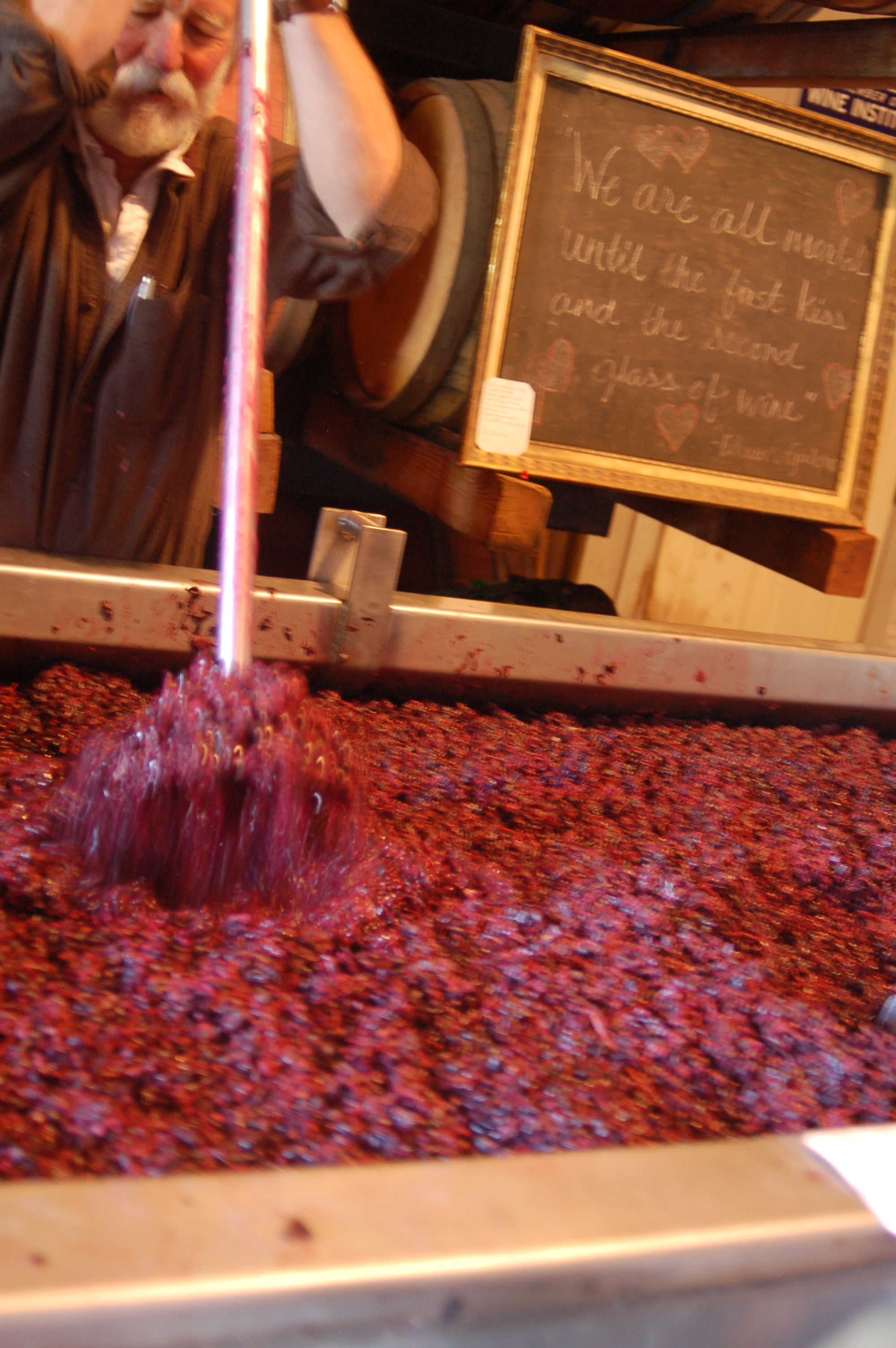
Manejo de los hollejos durante el proceso de fermentation del vino

Un vinicultor es una persona dedicada a la producción de vino. Dado que este proceso está íntimamente ligado al cultivo de la vid, las actividades del viticultor y del vinicultor en ocasiones aparecen ligadas en la figura del vitivinicultor.
Los vinicultores pueden ser propietarios de su propia producción, pero generalmente son empleados de bodegas o de empresas vinícolas, donde su trabajo incluye:
- La cooperación con los viticultores
- El control de la madurez de las uvas para asegurar su calidad y para determinar el momento adecuado para la cosecha
- El "pisado" o prensado de las uvas
- El seguimiento del trasvase y de la fermentación del mosto y de los hollejos
- El filtrado del vino para eliminar los sólidos restantes
- El análisis y prueba de la calidad del vino
- El trasiego del vino filtrado a barricas o tanques para su almacenamiento y maduración
- La preparación del plan de embotellado del vino una vez ha madurado
- Garantizar que la calidad del vino se mantiene una vez embotellado[2]

Cada vez más, estas tareas requieren una cantidad creciente de conocimientos científicos, desde que las pruebas de laboratorio han suplementado o reemplazado gradualmente a los métodos tradicionales. En este sentido, la tarea de los vinicultores tienen algunos puntos en común con la de los enólogos, aunque estos están especializados en los aspectos químicos y organolépticos del proceso de vinificación.

## Vinatero

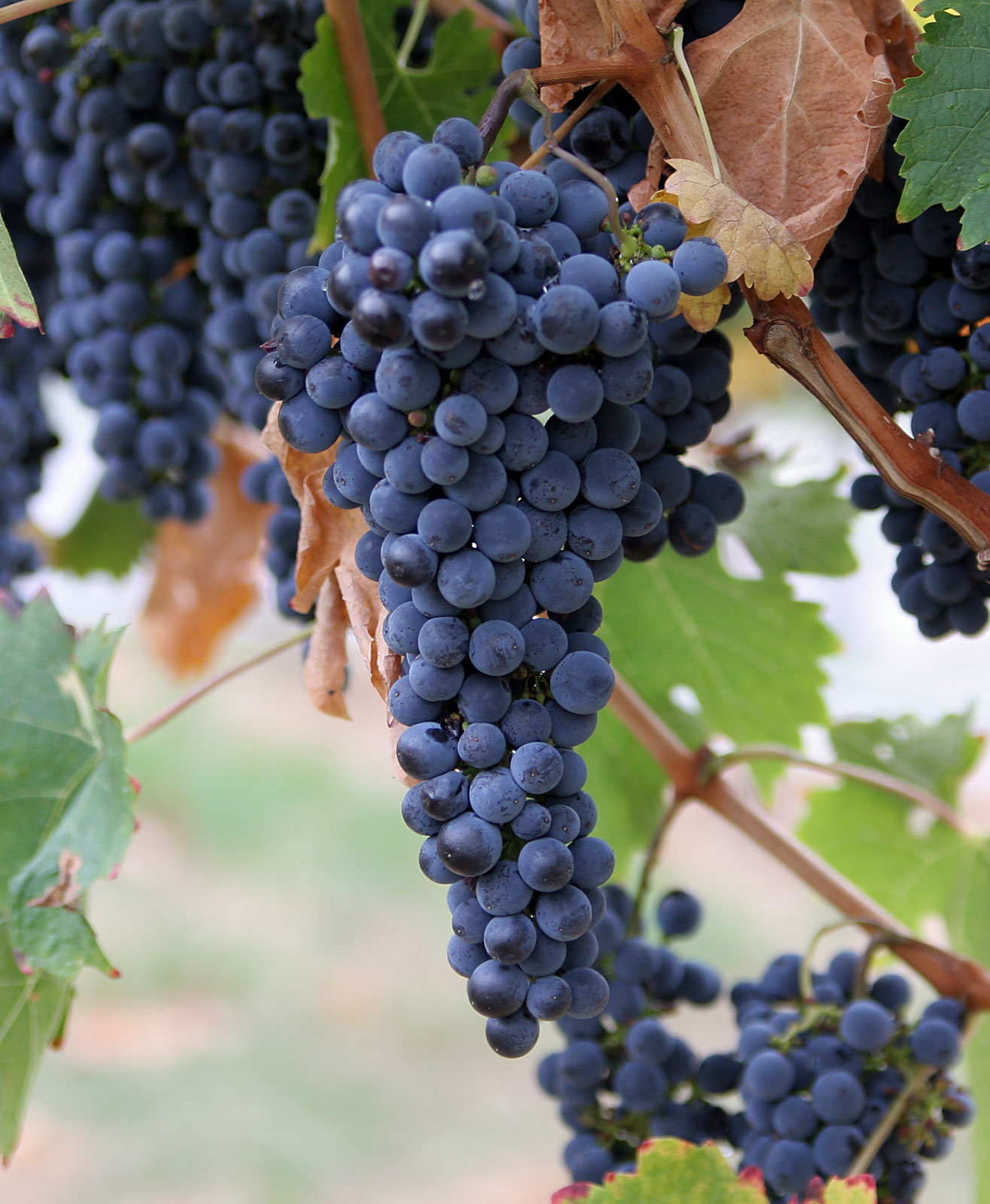
Racimo de uvas

Un vinatero es un comerciante de vinos, aunque el término también hace referencia a quien se dedica a producir vino, siendo en este sentido un sinónimo de la palabra vinicultor .
En inglés, se utiliza el término vintner, procedente del inglés medio, idioma en el que sustituyó a la palabra más antigua vinter.
Debido a los estrechos lazos políticos y comerciales entre Burdeos e Inglaterra durante el siglo XIV y comienzos del XV, cuatro influyentes vintners llegaron a ser alcaldes de Londres bajo el reinado de Eduardo II.

## Vitivinicultor
Un vitivinicultor es alguien que cultiva una viña para producir su propio vino. La palabra connota o enfatiza la función crítica que el emplazamiento de la viña y su mantenimiento tienen en la producción de un vino de gran calidad. El término, un neologismo de origen latino, designa al agricultor dedicado tanto al cultivo de uvas como a la producción de vino. En el mundo anglosajón, y especialmente en Australia, se utiliza el término de origen francés vigneron para designar a quien produce su propio vino a partir de sus viñedos, para diferenciarlo del empleado dedicado exclusivamente a la producción de vino, generalmente denominado como winemaker. Sin embargo, la palabra vigneron se utiliza en Francia para designar genéricamente tanto al cultivador de viñas como al productor de vino.
Como muestra del origen medieval de este oficio, se mantiene la tradición de considerar a San Vicente de Huesca patrón de los vinateros (también denominados ocasionalmente en español vignerons)

## Bodeguero

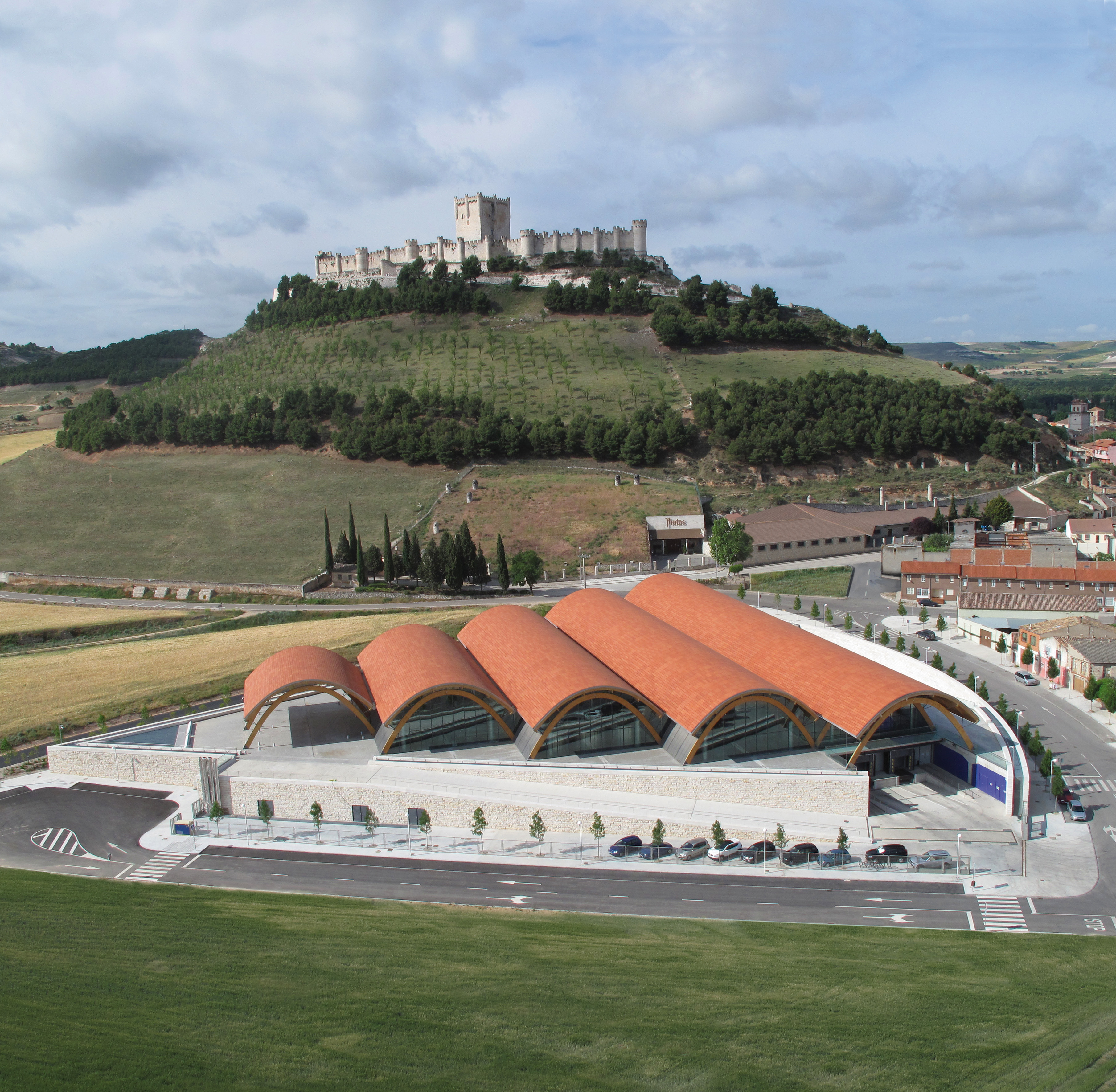
Fotografía aérea de las instalaciones de Bodegas Protos diseñadas por Richard Rogers, con el castillo de Peñafiel al fondo.

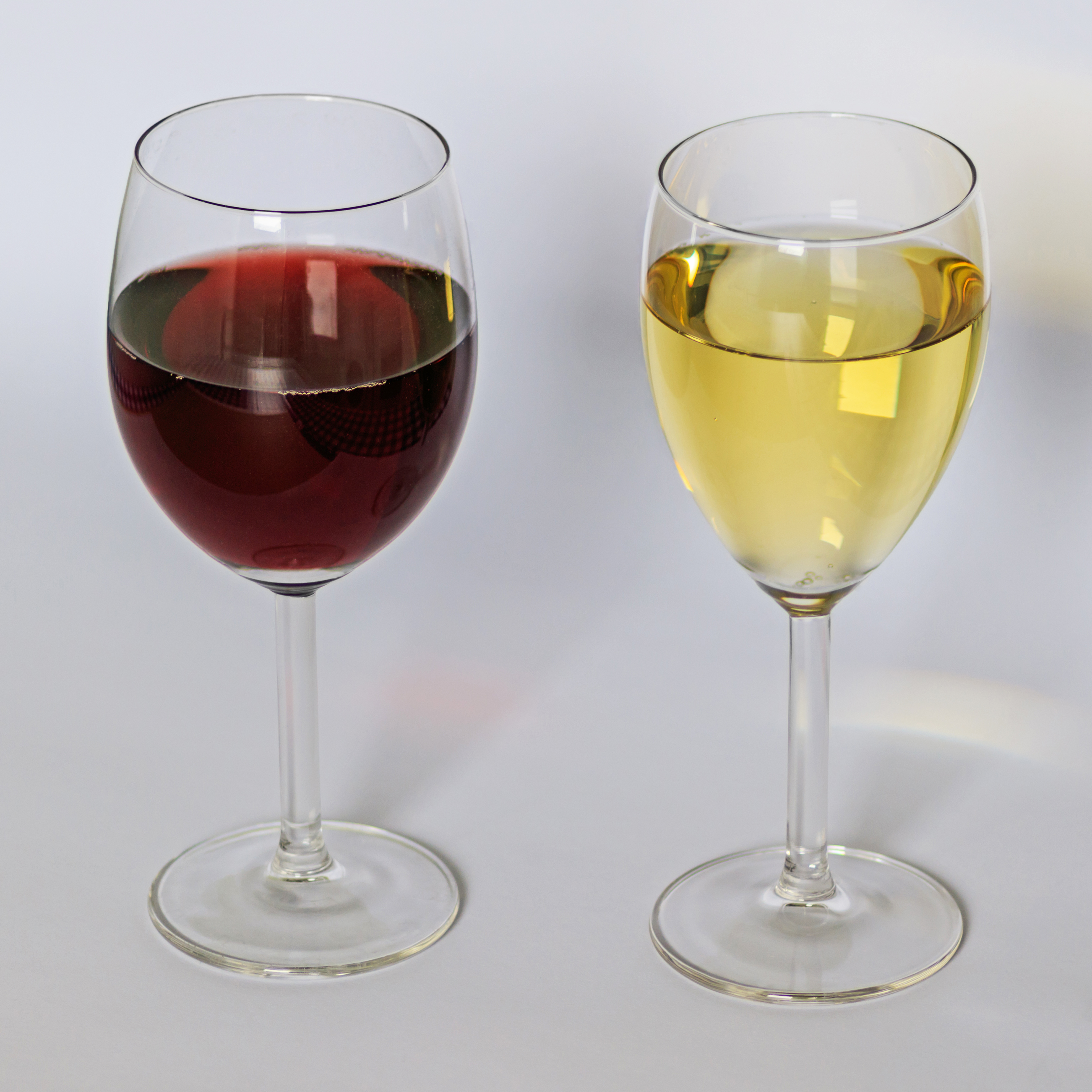
Copas de vino tinto y de vino blanco

Un bodeguero es un tratante de vinos que concentra la producción de una serie de viticultores (en ocasiones también puede ser la producción de varios vinicultores), y la comercializa bajo su propio nombre. En francés, el término equivalente es négociant.
Pueden adquirir tanto uvas, como mosto o vino en distintos estados de producción. En el caso de uvas o mosto, el bodeguero actúa explícitamente como vinicultor. Si compra vino fermentado en barricas o en contenedores al por mayor, puede envejecerlo, mezclarlo con otros vinos o sencillamente embotellarlo y venderlo tal cual. El producto se comercializa con la marca de la bodega, y no con el nombre de la uva original o del productor del vino.
En Europa (especialmente en Francia, España e Italia, tres de los principales países exportadores) la producción del vino está muy fragmentada. Así, unas cuantas grandes bodegas industriales que fabrican un elevado volumen de vinos de mesa económicos, coexisten con bodegas cooperativas de tamaño y producción intermedios, y con bodegas tradicionales (algunas de gran renombre y producciones importantes, como las dedicadas a los vinos espumosos, y otras casi artesanales, con producciones muy reducidas). A esta fragmentación ha contribuido la política de Denominaciones de Origen, que vincula la producción del vino a la zona donde se produce la uva.
En Estados Unidos, la situación es parecida, aunque los grandes "negociantes" han acaparado un nivel más del mercado, tendiendo a agrupar las bodegas ya constituidas previamente, como en California.
Por otro lado, muchas bodegas son edificios de valor histórico y artístico, convirtiéndose en símbolos reconocibles de sus propias empresas, y siendo en muchas ocasiones lugares de atracción turística por sí mismas.
Los bodegueros se han convertido en la fuerza dominante del comercio de vino en los últimos años por varias razones:
- Históricamente, los dueños de las viñas y los pequeños productores de vino no han tenido acceso directo a los consumidores.
- Para muchos viticultores es antieconómica la adquisición de la maquinaria necesaria para producir y embotellar el vino.
- La posesión de parcelas muy pequeñas (minifundios) con viñas de gran calidad  (lieu-dit en francés) significa que la producción de un viticultor a menudo es insuficiente para vinifircarla por sí mismo. A pesar de que pueden corresponder a zonas vitivinícolas de gran prestigio, lo que favorece el valor de su producción, este factor no llega a compensar la citada fragmentación de las parcelas, cuya producción en muchos casos no alcanza para producir ni una barrica de vino.

Muchos bodegueros también son dueños de las viñas a partir de las que producen sus vinos. 
En Francia, "négociants" de Borgoña como Bouchard Père et Fils y Faiveley figuran entre los mayores propietarios de viñedos. Otros ejemplos bien conocidos son Maison Louis Jadot, Joseph Drouhin y Vincent Girardin también en Borgoña; Georges Duboeuf y Guigal en Beaujolais; Jean-Luc Colombo y Mirabeau en Provenza; y Jaboulet en el Ródano.
En España, entre las bodegas de mayor difusión internacional pueden citarse las de Jerez; las de La Rioja; las de Ribera de Duero; o los grandes productores de cava de la comarca de Villafranca del Panadés. (véase: Bodegas de España)